# Biosphärenreservat Long Point
Das Biosphärenreservat Long Point (gelegentlich auch Biosphärenregion Long Point; englisch Long Point Biosphere Reserve, französisch Réserve de la biosphère de Long Point) ist ein im Jahr 1986 von der UNESCO, im Rahmen des Programms Der Mensch und die Biosphäre (englisch Man and the Biosphere Programme (MAB)), anerkanntes Biosphärenreservat. Es liegt im Süden der kanadischen Provinz Ontario. Die verschiedenen Schutzzonen des Biosphärenreservates gruppieren sich bei Port Rowan am Ufer des Eriesees.
Das Biosphärenreservat Long Point ist eines von derzeit 19 Biosphärenreservaten in Kanada und das älteste, von vier Reservaten, dieser Schutzgebiete in der Provinz Ontario. Die drei weiteren Biosphärenreservate in Ontario sind das Biosphärenreservat Frontenac Arch, das Biosphärenreservat Georgian Bay und das Biosphärenreservat Niagara-Schichtstufe. 
Das Gebiet des Biosphärenreservates erstreckt sich im Wesentlichen über die namensgebende Halbinsel Long Point. Neben der Kernzone auf der Halbinsel gehört auch eine Pufferzone, welche unter anderem die benachbarte Halbinsel mit Turkey Point umfasst, zum Schutzgebiet. Das Biosphärenreservat umfasst dabei auch einen der Provincial Parks in Ontario (den Long Point Provincial Park), sowie weitere Schutzgebiete, wie beispielsweise ein Ramsar-Schutzgebiet. 